# Rubin (keresztnév)
A Rubin a rubin drágakő nevéből alkotott női név, amely a latin nyelvű rubeusz 'vörös' ← rubere 'vöröslik' kifejezésből ered.

## Rokon nevek
- Rubina:[1] szintén a drágakő nevéből képzett, és több idegen nyelvben is meglévő név.[2]
- Rubinka:[1] szintén a drágakő nevéből, magyar kicsinyítőképzővel képzett név.[2]

## Gyakorisága
Az 1990-es években a Rubin, Rubina és a Rubinka szórványos név, a 2000-es években nem szerepelnek a 100 leggyakoribb női név között.

## Névnapok
Rubin, Rubina, Rubinka
- július 10.[2]
- július 19.[2]